# Качюшите, Лина Бенедиктовна
Ли́на Бенеди́ктовна Качюши́те (лит. Lina Kačiušytė; 1 января 1963, Вильнюс, Литовская ССР) — советская, литовская пловчиха, одна из лучших в мире пловцов брассом на рубеже 1970-х и 1980-х гг., многократная экс-рекордсменка мира. Заслуженный мастер спорта СССР (1978).

## Биография
Начала заниматься плаванием в бассейне в 8 лет, но тренировалась только две недели. Через год в 7-й вильнюсской школе, где она училась, оборудовали бассейн, и уроки физкультуры были заменены плаванием. Там её заметила тренер Аушрине Шуките, и начались интенсивные тренировки, поездки в спортивные лагеря.
В 1974—1977 годах Лина Качюшите тренировалась у тренера Арвидаса Гражюнаса, быстро прогрессируя. В 1976 г. её пригласили в молодежную сборную СССР по плаванию, а годом позже — в сборную СССР. По её словам, на тренировках, во время очень сложного теста, где надо было проплыть 10 раз по 200 метров вольным стилем, причем каждый цикл проплывания и отдыха должен был укладываться в 3 минуты, с улучшающимся на каждом отрезке результатом, она пела песню Витаутаса Кярнагиса на стихи М. Мартинайтиса «Плач по божьей коровке. Летний сон», которая помогала ей плыть точно, как часы.
На чемпионате мира по плаванию 1978 года Лина Качюшите победила на дистанции 200 м брассом, установив два мировых рекорда — в предварительном заплыве и в финале. При этом она опередила предыдущую рекордсменку — товарища по команде Юлию Богданову. В том же году ей присваивают звание заслуженного мастера спорта СССР. Через год в Потсдаме, на матчевой встрече СССР—ГДР, она установила третий мировой рекорд, который продержался до 1985 года. Лина Качюшите стала первой из женщин, кому покорился барьер в 2 мин. 30 сек. на 200-метровке брассом.
К Летней Олимпиаде 1980 года Лина Качюшите готовилась, тренируясь у Бориса Зенова. Она выиграла золотую медаль на дистанции 200 метров брассом с олимпийским рекордом, опередив подруг по команде Светлану Варганову и Юлию Богданову. Выступая на XI Универсиаде в Бухаресте, она завоевала золотую медаль на дистанции 200 м, бронзовую медаль на дистанции 100 м брассом и в комбинированной эстафете 4×100 м. Вскоре она завершила спортивную карьеру.
В 1998 году Лина Качюшите была избрана в Международный зал славы плавания. В этот период она работала в различных учреждениях переводчиком с английского, испанского, литовского и русского языков, посвящая часть свободного времени тренерской работе. На 2004 год она была старшим консультантом отдела физкультуры и спорта вильнюсского самоуправления.